# Sverre Helge Hassel
Sverre Helge Hassel (Oslo, 1876 – 1928) è stato un esploratore norvegese ed uno dei primi cinque uomini ad aver raggiunto il Polo Sud con la spedizione Amundsen.
Appena l'età glielo consente Hassel si imbarca per ottenere la licenza di marinaio. Tra il 1898 ed il 1902 partecipa al tentativo di Otto Sverdrup di circumnavigare la Groenlandia.
Come Helmer Hanssen, Hassel viene scelto da Roald Amundsen per la sua spedizione in Antartide grazie alle sue abilità di pilota di cani da slitta. Insieme ad Amundsen, Hanssen, Olav Bjaaland e Oscar Wisting raggiunge il Polo Sud il 14 dicembre 1911: sono i primi uomini a riuscire nell'impresa.
Negli ultimi anni di vita si trasferisce a Grimstad dove lavora presso il locale ufficio doganale. Muore nel 1928 mentre è in visita dall'amico Amundsen.